# 市原市消防局
市原市消防局（いちはらししょうぼうきょく）は、千葉県市原市の消防部局（消防本部）。管轄区域は市原市全域。

## 概要

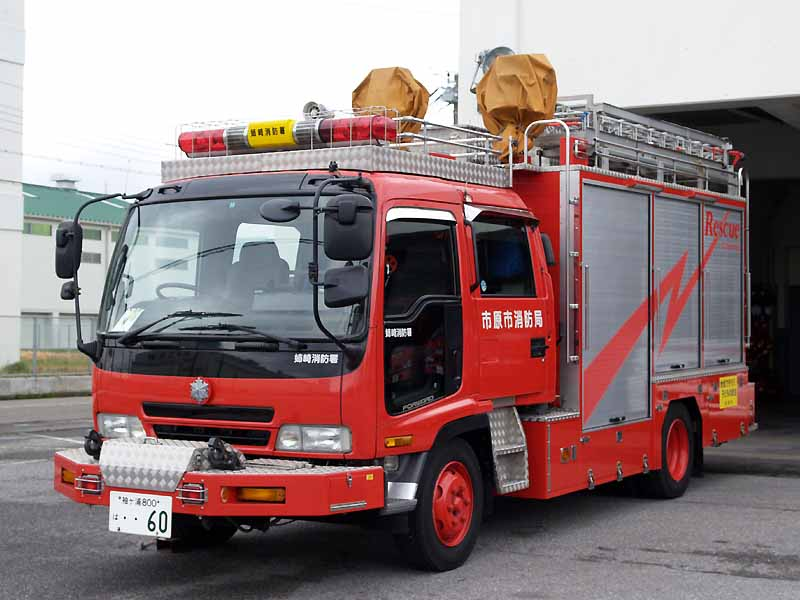
救助工作車（廃車済み）

- 消防局本部：市原市国分寺台中央1丁目1番地1
- 管内面積：368.17km2
- 職員定数：379
- 消防署6カ所、分署3カ所
- 消防車両（2024年1月1日現在）
  - 水槽付消防ポンプ自動車（I型）:4
  - 水槽付消防ポンプ自動車（II型）:2
  - 消防ポンプ自動車：10
  - 救助工作車（III型）：1
  - 救助工作車（II型）：2
  - 梯子付消防自動車：1
  - 梯子付ポンプ自動車：2（内1台は運用停止）
  - 屈折梯子自動車：1（廃車済）
  - 小型動力ポンプ積載車：3
  - 大型化学消防車：1
  - 化学消防車：1
  - 大型高所放水車：1
  - 大型化学高所放水車：1
  - 泡原液搬送車：2（うち1台はDHCU構成車）
  - 電源照明車：1
  - 資機材搬送車：1
  - 高規格救急車：11
  - 指揮統制車：1
  - 原調車：1
  - 広報車：6
  - 検査車：3
  - 連絡車：2
  - 指揮車：6
  - 防火指導車：1
  - 起震車：1
  - 人員輸送車：1
  - 空気充填車：1
  - 燃料補給車: 1
  - 大容量送水ポンプ車：1（DHCU専用車）
  - 大型放水砲搭載ホース延長車：1（DHCU専用車）
  - 指揮支援車（支援車Ⅰ型）：1（DHCU構成車）
  - 消防ロボットシステム搬送車：1（DHCU専用車）

【消防車両に関する参考文献：消防年報『いちはらの消防』（市原市消防局）】
※（DHCU専用車）はエネルギー・産業基盤災害即応部隊（ドラゴンハイパーコマンドユニット）として総務省消防庁より無償貸与。
（DHCU構成車）はDHCU随伴車両として消防局が独自に配備した車両。

## 沿革
- 1966年7月1日　市原市消防本部及び消防署を設置し、1課1署2分遣所（市原・姉崎）で発足する。
- 1969年9月　消防音楽隊､特別救助隊を結成する。
- 1970年4月　市津分遣所を開設する。
- 1971年4月　南総分遣所を開設する。
- 1975年1月　五井分遣所を開設する。消防本部が市原市役所内に移転する。
- 1976年5月　消防本部及び消防署が新庁舎に移転する。消防署の名称を中央消防署とし、市原分遣所が八幡消防署に昇格し、2署体制となる。分遣所を分署に改称する。
- 1977年3月　加茂分署を開設する。
- 1978年4月　市原市消防局に改称する。
- 1981年1月　光風台分署を開設する。
- 1981年4月　姉崎分署が西消防署に昇格し、3署体制となる。八幡消防署を東消防署に改称する。
- 1982年4月　東消防署が移転する。
- 1988年2月　有秋分署を開設する。
- 1988年4月　南総分署が南消防署に昇格し、4署体制となる。
- 1993年3月　高規格救急車を中央消防署に配置する。
- 1994年10月　市原消防の歌を制定する。
- 1997年4月　東消防署を八幡消防署、西消防署を姉崎消防署、南消防署を南総消防署に改称する。
- 2000年10月  国際消防救助隊に6名登録。
- 2001年4月　市津分署が市津消防署に昇格し、5署体制となる。
- 2001年10月　五井分署が五井消防署に昇格し、6署体制となる。
- 2004年10月　東北地方太平洋沖地震に伴う新潟県中越地震に緊急消防援助隊を派遣した。
- 2011年3月14日　東北地方太平洋沖地震に伴う東日本大震災に緊急消防援助隊を派遣した。
- 2015年3月　全国で初めて創設された緊急消防援助隊のエネルギー・産業基盤災害即応部隊の車両として、大型放水砲搭載ホース延長車、大容量送水ポンプ車を市原市中央消防署に配置する[1]。
  - 9月11日　平成27年9月関東・東北豪雨災害（茨城県常総市）に高度救助隊と後方支援隊を緊急消防援助隊として派遣した[2]。
- 2019年5月 総務省消防庁より特殊火災・災害対応消防ロボットシステム搬送車が貸与される。それに伴って消防ロボットシステム特殊装備小隊「スクラムフォース」を全国で初めて発足させた。
- 2019年9月9日　市原市山倉ダムの湖面に浮かべられたソーラーパネル火災にドラゴンハイパー・コマンドユニットが初出動[3]。
- 2019年12月　市原市犬成のスクラップ工場で発生した火災にドラゴンハイパー・コマンドユニットが出場。長柄町にある長柄ダムより水を吸水、放水活動を行った。

【参考文献：消防年報『いちはらの消防』（市原市消防局）】

## 組織
- 消防局－消防総務課、火災予防課、危険物保安課、警防救急課
- 消防署－中央消防署、光風台分署、五井消防署、八幡消防署、市津消防署、姉崎消防署、有秋分署、南総消防署、加茂分署

## 消防署

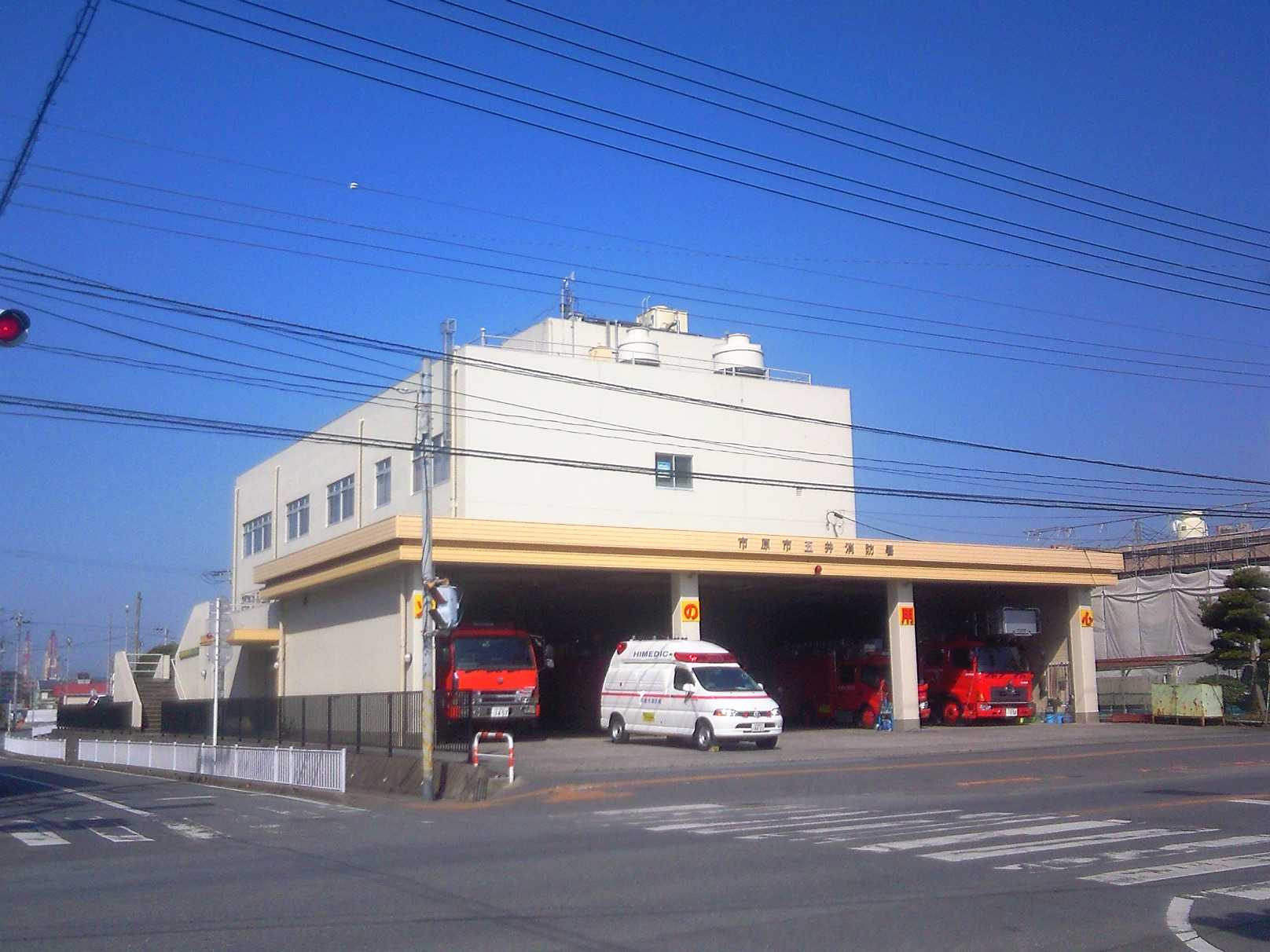
五井消防署

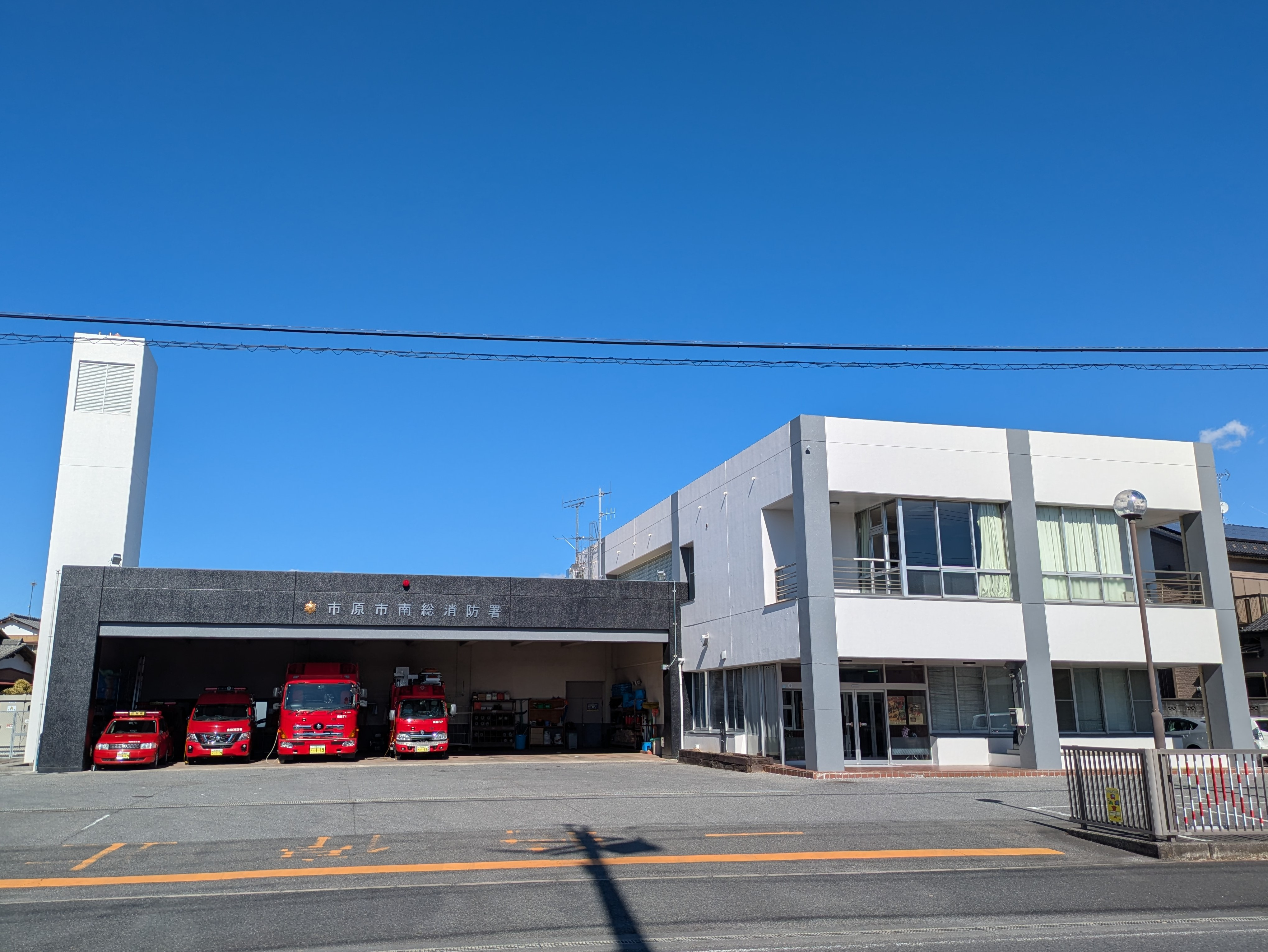
南総消防署

| 消防署     | 住所              | 分署                  |
| ---------- | ----------------- | --------------------- |
| 中央消防署 | 国分寺台中央1-1-1 | 光風台：光風台2-464-1 |
| 五井消防署 | 五井5500-1        | なし                  |
| 八幡消防署 | 八幡254-2         | なし                  |
| 市津消防署 | 潤井戸35-1        | なし                  |
| 姉崎消防署 | 姉崎海岸49-1      | 有秋：深城16-3        |
| 南総消防署 | 米沢727-1         | 加茂：平野167-1       |